# Головизнина, Мария Викторовна
Мария Викторовна Головизнина (род. 5 июня 1979, Москва) — российская теннисистка, тренер. Мастер спорта России международного класса. Победительница Всемирной летней Универсиады, Корея (Даегу), 2003.

## Биография
В теннис начала играть в семь лет, первый тренер — Н. Чмырева. Выступала за ЦСКА, тренера Чесалов М. Б., Преображенская Л. Д. Чемпионка (1990—1991) и финалистка (1992—1993) чемпионатов Москвы среди девочек. Чемпионка Вооружённых сил РФ 1994 в одиночном разряде. Победительница Первенства России.
Победительница международного турнира в Москве (1994) в одиночном разряде (победы над Пановой Т., Сысоевой Е., Ивановой О.). В профессиональном теннисе дебютировала в 1994 году. Выиграла два турнира ITF в одиночном разряде и пять — в парном. Также, неоднократно становилась финалистом в турнирах серии ITF в одиночном и парном разрядах.
На соревнованиях WTA дебютировала в 2002 году — на «Ролан Гаррос» прошла квалификацию, матч первого круга выиграла после того, как австрийка Барбара Шварц снялась в третьем сете при счёте 2:6, 7:5, 5:2 в пользу Головизниной, во втором круге уступила аргентинке Паоле Суарес 4:6, 4:6. В 2002—2003 ещё четырежды участвовала в квалификации турниров Большого шлема, но в основную сетку ни разу не прошла.
На турнире серии WTA в Сопоте (Польша) прошла квалификацию, в первом круге обыграла Костанич Елену, во втором круге уступила Санчес-Викарио Аранте 5:7,2:6.
31 марта 2003 достигла наивысшего места в мировом рейтинге за карьеру — 134.
Завершила профессиональную карьеру в 2005 году. В настоящее время — директор серии международных турниров, проводимых под эгидой Федерации тенниса России.